# روبرت ألين داير
روبرت ألين داير (بالإنجليزية: Robert Allen Dyer)‏ هو عالم نبات جنوب أفريقي، ولد في 21 سبتمبر 1900 في بيترماريتزبرغ في جنوب أفريقيا، وتوفي في 26 أكتوبر 1987 في جوهانسبرغ في جنوب أفريقيا.